# Límite de Tsirelson
El límite de Tsirelson es un límite superior de correlación entre eventos dentro del marco de la Mecánica Cuántica. Dado que la Mecánica Cuántica es una teoría que no posee realismo local y viola las desigualdades de Bell. La pregunta que cabe hacerse entonces, es: ¿Cómo de no-local puede llegar a ser la Mecánica Cuántica?, o más precisamente, en qué medida se violan las desigualdades de Bell. El límite de Tsirelson es la respuesta a esas preguntas, que resulta ser menor que el límite algebraico posible.
Los límites de Tsirelson reciben ese nombre por Boris S. Tsirelson (Cirel'son, en otras transliteraciones), el autor del primer artículo en el que se calculó uno de estos límites.

## Límite de Tsirelson para la Desigualdad CHSH
El primer límite de Tsirelson se obtuvo como un límite superior en la correlación de las medidas en la Desigualdad CHSH. Según él, si tenemos cuatro observables (hermíticos) dicotómicos {\displaystyle A_{0}}, {\displaystyle A_{1}}, {\displaystyle B_{0}}, {\displaystyle B_{1}} (i.e., dos observables para Alice y dos para Bob) que tienen como resultado {\displaystyle +1,-1} cumpliendo que {\displaystyle [A_{i},B_{j}]=0} para todos {\displaystyle i,j}, entonces:
{\displaystyle \langle A_{0}B_{0}\rangle +\langle A_{0}B_{1}\rangle +\langle A_{1}B_{0}\rangle -\langle A_{1}B_{1}\rangle \leq 2{\sqrt {2}}}
En contraste con el límite clásico (local), cuyo valor es 2. Este límite de Tsirelson se obtiene si Alice y Bob realizan medidas en un Qubit, el sistema no-trivial cuántico más simple.
Se han desarrollado variedad de pruebas para demostrar este límite, una de las más relevantes es la basada en la identidad de Khalfin-Tsirelson-Landau. Si definimos un observable:
{\displaystyle {\mathcal {B}}=A_{0}B_{0}+A_{0}B_{1}+A_{1}B_{0}-A_{1}B_{1}}
y {\displaystyle A_{i}^{2}=B_{j}^{2}=\mathbb {I} }, i.e., si los valores de los observables están asociados a medidas proyectivas, entonces:
{\displaystyle {\mathcal {B}}^{2}=4\mathbb {I} -[A_{0},A_{1}][B_{0},B_{1}]}
Si {\displaystyle [A_{0},A_{1}]=0} o {\displaystyle [B_{0},B_{1}]=0}, en el caso clásico {\displaystyle \langle {\mathcal {B}}\rangle \leq 2}. En el caso cuántico, se tiene que {\displaystyle \|[A_{0},A_{1}]\|\leq 2\|A_{0}\|\|A_{1}\|\leq 2} y el límite de Tsirelson {\displaystyle \langle {\mathcal {B}}\rangle \leq 2{\sqrt {2}}}.

## Límite de Tsirelson para otras desigualdades de Bell
Obtener el límite de Tsirelson para una desigualdad de Bell cualquiera suele ser un problema muy difícil y que se resuelve caso a caso, aunque hay métodos numéricos para generar algunas interpretaciones.
Algunos valores obtenidos para límites de Tsirelson son:
Para desigualdades de Braunstein-Caves:
{\displaystyle \langle BC_{n}\rangle \leq n\cos(\pi /n)}
Para desigualdades WWŻB:
{\displaystyle \langle WWZB_{n}\rangle \leq 2^{\frac {n-1}{2}}}
Encontrar límites de Tsirelson para diferentes desigualdades es un problema abierto y difícil de afrontar en la Información Cuántica en la actualidad.

## Límite de Tsirelson para principios físicos
Se ha dedicado mucho tiempo a la investigación para encontrar algún principio físico que explique porqué las correlaciones entre sistemas cuánticos sólo aumentan en los límites de Tsirelson y nunca decrecen. Se han encontrado dos principios relacionados con esta tendencia: La no-trivialidad de la complejidad en la comunicación y la causalidad de la información. A través de la investigación en la correlación CHSH se está desarrollando la teoría de la no-localidad supercuántica.